# 奧格登 (伊利諾伊州)
奧格登（英語：Ogden）是位於美國伊利諾伊州尚佩恩縣的一個村落。

## 地理
奧格登的座標為40°06′49″N 87°57′26″W / 40.11361°N 87.95722°W，而該地最高點為海拔高度205米（即671英尺）。

## 人口
根據2010年美國人口普查的數據，奧格登的面積為1.50平方千米，當中陸地面積為1.50平方千米，而水域面積為0.00平方千米。當地共有人口810人，而人口密度為每平方千米540人。